# Derno, Kiverți
Derno (în ucraineană Дерно) este localitatea de reședință a comunei Derno din raionul Kiverți, regiunea Volînia, Ucraina.

## Demografie
Componența lingvistică a localității Derno
     Ucraineană (98,95%)
     Alte limbi (0,98%)
Conform recensământului din 2001, majoritatea populației localității Derno era vorbitoare de ucraineană (98,95%), existând în minoritate și vorbitori de alte limbi.